# Milove
Milove (ukránul Мілове) városi jellegű település Ukrajnában a Luhanszki területen. A Milovei járás központja.
Milove 1872-ben tanyaként szerepel, 1924-től falu, 1938-tól városi jellegű település.

## Polgármesteri hivatal címe
- magyarul: 92500, Ukrajna, Luhanszki terület, Milovei járás, Milove, Lunacsarszki 73
- ukránul: 92500, Луганська обл., Міловський р-н, смт. Мілове, вул. Луначарського, 73
- Polgármesteri hivatal telefonszáma: (8-06465) 9-15-01

## Testvértelepülése
- Csap, Ukrajna

## Külső hivatkozások
- Milove – információk az ukrán Legfelsőbb Tanács honlapján (ukrán nyelven)[halott link]